# L'Ami Patience
L’Ami Patience est une nouvelle de Guy de Maupassant, parue en 1883. 

## Historique
L'Ami Patience est initialement publiée dans la revue Gil Blas du 4 septembre 1883, sous le pseudonyme Maufrigneuse, puis dans le recueil Toine.

## Résumé
Gontran Lardois se remémore ses anciens amis avec un ami de collège. Quand ils en viennent à Robert Patience, il raconte qu’il l’a rencontré à Limoges cinq ans auparavant, que l’homme l’a invité à déjeuner chez lui. Gontran trouve la décoration un peu lourde, des peintures avec des femmes nues de partout : il s'agit d'un bordel. Et Robert Patience lui dit d'une voix triomphante : « Et dire que j'ai commencé avec rien... ma femme et ma belle-sœur. »

## Éditions
- L’Ami Patience, dans Maupassant, Contes et Nouvelles, tome I, texte établi et annoté par Louis Forestier, éditions Gallimard, Bibliothèque de la Pléiade, 1974  (ISBN 978 2 07 010805 3).